# 마인크래프트 던전스
마인크래프트 던전스는 모장 스튜디오와 더블 일레븐에서 만든 비디오 게임이다. PC, Xbox 원, 그리고 닌텐도 스위치로 플레이할 수 있다.

## 게임 플레이
플레이어는 각 지역을 돌아다니며 미션을 완수하고 괴물들을 무찌르는 것이 목표이다.
괴물들을 무찌르거나 지역을 탐험하다보면 다양한 아이템들을 획득할 수 있다. 아이템들은 고유의 생김새와 특징을 가지고 있으며, 파워(레벨)가 높을수록 대미지가 높아지고 효과도 강해진다.
아이템들은 방어구, 근거리 무기, 원거리 무기, 그리고 유물이 있으며 각각 1개, 1개, 1개, 3개씩 장착할 수 있다. 유물을 사용할 시 유물 고유의 효과를 발휘하며 한번 사용하고 나선 쿨타임(지연 시간)이 끝나야 재사용할 수 있다.

## 스토리
자신의 부족에서 쫓겨난 '아치'는 이리저리 방황하게 된다. 그러던 중 마을을 발견하였으나, 우민이라는 이유로 쫓겨나게 되었다.
아치는 떠돌이 생활을 계속하던 중 오래된 성을 발견하게 된다. 아치는 그 안에 있던 '지배의 구슬'을 얻게 되고 막대한 힘을 가지게 된다.
아치는 그동안 자신을 괴롭혔던 주민들에게 복수를 하기 위해 마을을 공격했고, 플레이어는 그를 막으러 모험을 떠나게 된다.